# Pfarrkirche Sinabelkirchen

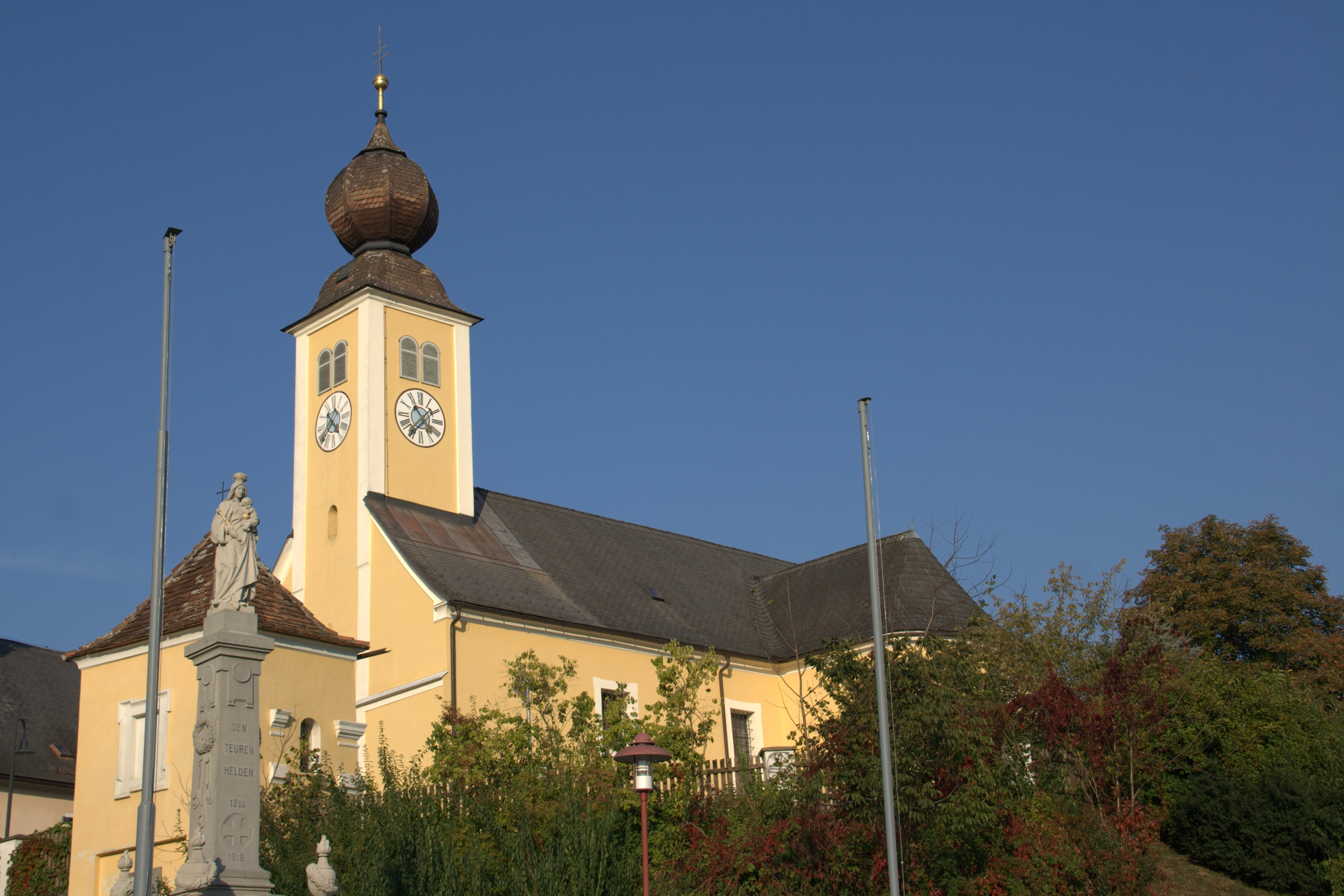
Pfarrkirche Sinabelkirchen

Die römisch-katholische Pfarrkirche Sinabelkirchen steht in der Marktgemeinde Sinabelkirchen in der Steiermark. Die Pfarrkirche hl. Bartholomäus gehört zum Dekanat Gleisdorf in der Diözese Graz-Seckau. Das Kirchengebäude steht unter Denkmalschutz.

## Geschichte
Die Kirche wurde erstmals 1351 urkundlich genannt. Auf einem gotischen Kern wurde die Kirche 1690 neu errichtet. Im 2. Viertel des 18. Jahrhunderts wurde die Kirche neu gewölbt und erweitert und 1729 zur Pfarrkirche erhoben. 1969/1970 gab es eine Gesamtrestaurierung.

## Architektur
Das dreijochige Langhaus hat Kreuzgratgewölbe und Gurten auf verkröpften Wandpfeilern. Die gotische Empore hat ein Kreuzgratgewölbe und wurde beim 1690 erfolgten Umbau erhalten, das Gewölbe wurde stuckiert. Um die Mitte des 18. Jahrhunderts wurde eine ausladende Orgelempore mit einer stuckierten Brüstung vorgebaut. Südlich des dritten Joches wurde 1745 die Patritiuskapelle mit einem flachen Bogen als Schluss angebaut. Die Glasfenster sind aus 1898.
Der gering eingezogene etwas erhöhte Chor schließt in einem flachen Bogen. An der Nordseite führt ein spätgotisches Portal in die Sakristei. Die einfach gegliederte Westfront ist im unteren Mauerbereich und mit dem Spitzbogenportal im gotisch Baustil aus dem 14. Jahrhundert, der barocke Fassadenturm hat einen Zwiebelhelm.
Vor der Kirche steht eine barocke Kapelle aus dem Ende des 17. Jahrhunderts mit düsteren Fresken vom Maler Johann Scheucher (1962).

## Ausstattung

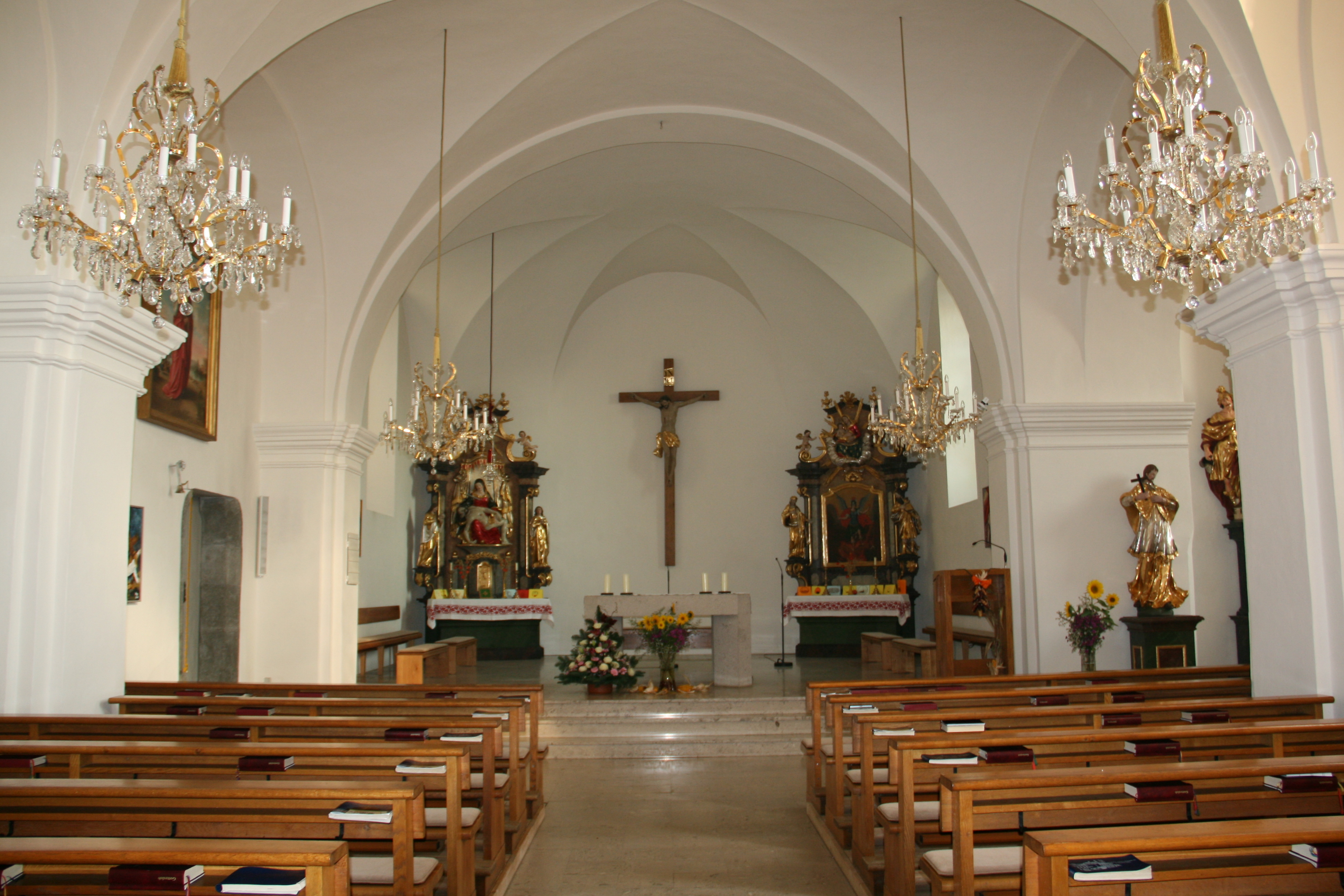
Innenraum mit Hauptaltar und Seitenaltären

Bei der 1969/1970 erfolgten Gesamtrestaurierung wurden der Hochaltar und die Kanzel entfernt. Die zwei Seitenaltäre tragen die Figuren Pietà und Maria mit Kind aus der Mitte des 18. Jahrhunderts. Im Chorschluss ist ein Kruzifix aus der Mitte des 18. Jahrhunderts. Der Altar in der Patritiuskapelle zeigt das Bild hl. Patritius vom Maler Kollmann aus der 1. Hälfte des 19. Jahrhunderts.
Die Orgel aus 1992 wurde von Orgelbau Kögler im Gehäuse im Stil der Neorenaissance von Konrad Hopferwieser senior aus 1902 erbaut.